# Suidad
En Filosofía del Derecho, la suidad es la relación existente entre dos personas o entre una persona y una cosa (aunque, en rigor, sigue siendo una relación entre dos o más personas respecto de una cosa).
La palabra deriva del latín suitas, que a su vez deriva del adjetivo-pronombre posesivo suus, sua, suum. 
El concepto de suidad fue desarrollado por el teólogo y jurista navarro Antonio Pérez en su Tractatus de Iustitia et de Iure (1668) para clarificar la famosa definición de justicia de Ulpiano: «justicia es la constante y perpetua voluntad de dar a cada uno lo suyo». Pérez seguía al jesuita y cardenal Juan de Lugo, quien sostuvo que la clave para entender la definición está en determinar qué era "«lo suyo»" de cada uno.
La suidad sería el especial vínculo o nexo preferente entre dos personas o entre una persona y una cosa, que le otorga a dicha persona una prelación en el trato con la otra persona o en el uso de una cosa respecto a todos los demás (erga omnes). 
Dicho vínculo puede ser de muchos tipos y puede tener su origen o causa en muchos y diversos hechos. Un tipo de suidad es, sin duda, la propiedad, pero hay otros tipos, como, por ejemplo, la especial relación que hay entre un padre o una madre y un hijo, que es de «suidad» (porque es «su» madre o «su» padre), pero no es una relación de propiedad.

## Propiedad intelectual, Dominios de Internet y Datos personales
La teoría de la suidad resulta especialmente útil y clarificadora para explicar la propiedad intelectual, que, por un lado, tiene un conjunto de derechos patrimoniales (de explotación de la obra), por lo que se parece a la propiedad, pero, por otro lado, su núcleo surgió, mucho antes de que se pudiera explotar masivamente la obra, alrededor de los "derechos morales" y, sobre todo, del derecho al reconocimiento de la autoría, que es más parecido al derecho —y a una relación— de paternidad (o maternidad) que de propiedad. Por eso siempre se ha dicho que la propiedad intelectual era una «propiedad especial», porque no se trata exactamente de una propiedad, sino de una suidad.
También resulta útil para entender los "dominios" de internet, que no son propiedades, en sentido estricto, sino espacios o ámbitos de libre disposición, especialmente vinculados a los titulares de los mismos, y sobre los que éstos tienen un vínculo preferente frente a todos los demás.
Por último, la relación de una persona con su honor, su intimidad y su propia imagen, así como con su identidad, su privacidad y sus datos personales, no es una relación de propiedad, aunque pueda tener también un contenido o explotación económica, sino una relación de suidad, con un contenido no patrimonial y unos derechos morales o personalísimos, como ocurre en la propiedad intelectual.